# Мкртчян, Лилит Мкртычевна
Лилит Мкртычевна (Маратовна) Мкртчян (арм. Լիլիթ Մկրտչյան; род. 9 августа 1982, Ереван) — армянская шахматистка, женский гроссмейстер и международный мастер среди мужчин, член женской сборной Армении.

## Биография
Участвовала в командном чемпионате мира среди женщин.
В составе сборной Армении победительница командного чемпионата Европы в Пловдиве (2003).
Серебряный призёр чемпионатов Европы в Варне (2002) и Санкт-Петербурге (2009).
Четырёхкратная чемпионка Армении (1995, 1998, 2000, 2005).

## Изменения рейтинга
| Графики недоступны из-за технических проблем. См. информацию на Фабрикаторе и на mediawiki.org. |